# Манган (мінерали)
Мінерали, що містять манган:
- Манган болотний (вад звичайний);
- Манган землистий (зайва назва ваду);
- Манган кременистий (суміш кварцу з родохрозитом);
- Манган арсеновий (Манган арсенистий, кейніт — MnAs);
- Манган мідистий (застаріла назва ваду мідного);
- Манган роговий (силікати та карбонати тривалентного манґану невизначеного складу);
- Манган сірий (застаріла назва піролюзиту; застаріла назва манганіту);
- Манган сірчистий (загальна назва алабандиту і гауериту);
- Манган хлористий (скакіт1 — хлористий манган, MnCl2).
- Манганіт
- Манганозит
- Манганаксиніт
- Манганактиноліт
- Манганальмандин
- Манганапатит
- Манганборацит
- Манганвезувіан
- Мангандистен
- Мангандоломіт
- Манганмусковіт
- Манганоліт
- Манганолімоніт
- Манганостибіт